# Ed Nealy
Eddie Carl « Ed » Nealy, né le 19 février 1960 à Pittsburg, dans le Kansas, est un joueur américain de basket-ball. Il évolue durant sa carrière au poste d'ailier fort.

## Palmarès
- Champion NBA 1993